# Death From Above
Death From Above, DfA (укр. Смерть згори) — тактична аркадна відеогра, симулятор керування дроном 2024 року, в якій гравець бере на себе роль оператора дрона під час вторгнення Росії в Україну, розроблена фінською студією Rockodile та випущена німецьким видавцем Lesser Evil 22 лютого 2024 року для Microsoft Windows на платформі Steam, GOG.com та Epic Games Store. Спочатку проєкт вийшов у Steam у дочасному доступі 25 травня 2023 року.

## Сюжет
Події відеогри Death From Above розгортаються на тлі повномасштабного вторгнення Російської Федерації на територію України. Самотній український військовий, керуючи дроном, розшукує, знищує ворожу техніку, відновлює лінії комунікації й повертає украдені окупантами речі.

## Виробництво

### Дочасний доступ
Гендрік Лессер, засновник Lesser Evil, ще з 2014 року слідкував за подіями в Україні, є членом NAFO та завжди хотів створити гру на політичну тему. На створення Death From Above його надихнули численні відео з дронами в соціальних мережах, у тому числі з тими, які скидали бомби. Спочатку гра була прототипом симулятора дрона з мінііграми, але пізніше було запропоновано зробити з концепту повноцінну гру. З'явилась міжнародна команда з людьми з України, Польщі, Казахстану, Португалії, Німеччини й Польщі. Далі була запущена успішна кампанія на Kickstarter зі збору коштів на гру. Участь у розробці також приймали «Аеророзвідка» та «ГІС АРТА». Розробники планували переказати 30% чистого прибутку від продажів українським благодійним організаціям («Повернись живим», «Армія дронів»). 25 травня 2023 року гра вийшла на платформі Steam у дочасному доступі.
15 червня творці відзвітували про пожертву 30% прибутку вищезазначеним організаціям, передавши «Повернись живим» і «Армії дронів» 3750 євро, а також 2500 євро в Rescue Now через підрив росіянами Каховської ГЕС.
З безкоштовним оновленням «За нашу і вашу свободу» у гру були додані польську та білоруську локалізацію, а також новий зовнішній вигляд для оператора і дрона в стилі полку імені Кастуся Калиновського і Польського легіону. Згодом також було додано німецьку, французьку, японську, грузинську, турецьку, італійську, іспанську, португальську, бразильську та фінську локалізацію.
5 жовтня вийшло безкоштовне оновлення, що впроваджує кримськотатарську локалізацію, нові образи для персонажа, нові досягнення та місії.
12 грудня з оновленням в грі з'явилась можливість грати за жіночого персонажа.

#### DLC
7 вересня вийшло доповнення «Death From Above: Fellas & Defenders Supporter Skin Pack», яке додає в гру «скіни» до оператора і дрона в стилі NAFO і Грузинського національного легіону.
21 вересня вийшло ще одне доповнення, яке має назву «Death From Above: Aerorozvidka Skin Supporter Pack», що імплементує в проєкт «скіни» до оператора і дрона в стилі «Аеророзвідки».

### Вихід з дочасного доступу
8 лютого 2024 року була анонсована дата виходу гри у Steam, а також про вихід гри у GOG.com і Epic Games Store. З виходом гри з'явився новий режим «Нова гра+», закінчений сюжет, нові місії та досягнення.
Після повноцінного релізу Death From Above отримала декілька нових локалізацій: чеською, литовською та словацькою мовами.

### Саундтрек
З наміром створити саундтрек до своєї гри, розробники зверталися до декількох українських музичних виконавців. Після перемовин безпосередньо з Тарасом Тополею, лідером гурту «Антитіла», було укладене рішення працювати разом. 25 травня 2023 року, разом із виходом гри в Steam, вийшов кліп із піснею «Мій сокіл» і версія англійською «Death From Above». Також до альбому увійшли пісні «Завтра» гурту «Surface Tension» і «за тобою» Одарки Зирко.
| #  | Назва                                          | Тривалість |
| -- | ---------------------------------------------- | ---------- |
| 1. | «за тобою»                                     | 4:31       |
| 2. | «Death From Above (ENG)»                       | 3:08       |
| 3. | «Мій сокіл - Death From Above (UA)»            | 3:08       |
| 4. | «Death From Above (Instrumental long version)» | 20:54      |
| 5. | «Завтра»                                       | 5:02       |
| 6. | «Завтра (instrumental)»                        | 5:02       |
| 7. | «за тобою (instrumental)»                      | 4:31       |

## Сприйняття

### Скандали
24 квітня 2023 року Правозахисна Асоціація проти дискримінації російських німців у Німеччині закликала наглядові органи провести перевірку гри згідно з частиною 1 статті 130 Кримінального кодексу «Первісна підозра в розпалюванні ненависті», а також наполягали на маркуванні «від 16 років». Причиною свого обурення вони називають:
|                                                                            | «Гра демонструє масові та жорстокі вбивства російських солдатів. Подібні ігри не тільки формують упереджене ставлення до певної нації, а й згубно впливають на психоемоційний стан гравців, особливо неповнолітніх. [...] На нашу думку, заклики до знищення представників одного народу, зневажливе зображення їх у попкультурі є неприпустимими...» |
| — Правозахисна Асоціація проти дискримінації російських німців у Німеччині | |

### Огляди
На відеоігровій платформі Steam Death From Above має 260 відгуків від гравців, 96% з яких є схвальними. Іноземні оглядачі сприймають гру неоднозначно, критикуючи її технічний стан та сперечаються про етичність розробки подібного проєкту про реальну війну.

#### Дочасний доступ
25 квітня 2023 року вийшла стаття від німецького видання Der Standard, де Александр Амон і Пітер Зеллінджер критикують гру за її «незграбне» візуальне виконання й технічний стан. Амон вважає «вкрай сумнівним» створювати гру про поточний збройний конфлікт, але Зеллінджер зрештою пише, що така сатира важлива: «[Death From Above] є частиною явища, яке стає криптонітом для російських пропагандистів — і це добре і важливо».
Дін Такахаші з VentureBeat має змішані почуття щодо гри, хоча поважає її як засіб, яким «можна привернути увагу до війни». Він критикує її моральний аспект та кінцівку. Такахаші хвалить проєкт за гарні пейзажі, гумор та саундтрек у виконанні гурту «Антитіла».
Ілкай Ерен Картал з турецького видання Merlin'in Kazanı критикує погану оптимізацію, штучний інтелект (неігрових персонажів він порівнює з «курами з відрізаними головами») і нечутливість до середовища. На його думку, гра була створена «виключно з пропагандистською метою», і тому розробники заплющили очі на технічні проблеми.
Артем Лисайчук з ITC.ua, на відміну від іноземних колег, не пише про етичний аспект проєкту, однак також повідомляє про проблеми з оптимізацією, відсутність фізики, перешкод і вітру. Додатково згадує про українську локалізацію, а саме про помилки в ній.
Олексій Дьомін з видання Root Nation написав: «У грі є трохи веселого гумору, бабуся на початку гри на самоті та чудовий саундтрек (як я міг про нього забути)», але також звернув увагу на наявні проблеми — оптимізація та штучний інтелект ворогів.
Девід Кемерон з One Up Gaming висловив думку, що гра пропонує захопливий досвід, унікальний погляд на війну, який нечасто досліджують в індустрії, та потенціал «злетіти вище в майбутньому». Слабкими сторонами проєкту він вважає місії однотипними та звуковий супровід посереднім.  Загалом він поставив грі оцінку на 6 з 10.

#### Після виходу
Ділан Памінтуан з Gamegrin оцінив гру на 8 з 10, висвітливши: хорошу оптимізацію, «приголомшливий» музичний супровід, гумор і нерозумний штучний інтелект.

## Нагороди
- Премія DevGAMM Awards 2023 у категорії «People's Choice»[44][45]